# Sarah Drew
Sarah White Drew (* 1. října 1980, Stony Brook, New York, Spojené státy americké) je americká herečka. Známá je díky roli Hannah Rogers v televizním seriálu Everwood (2004–2006) a díky roli Dr. April Kepner v seriálu Chirurgové (2009–2018).

## Životopis
Drew se narodila v městečku Charlottesville ve Virginii, ale vyrostla v Stony Brook na Long Islandu. Její matka, Dr. Jeannie Drew, byla vedoucí vědeckého oddělení na škole Riverdale Country School v Bronxu. Nyní učí biologii na nezávislé soukromé škole pro dívky, Brearley, na Manhattanu. Její otec, Rev. Charles Drew, je pastor v presbyteriánském kostele Emmanuel Presbyterian Church v New Yorku. Jejím bratrancem je herec Benjamin McKenzie. Drew začala hrát už ve školních hrách.
Drew získala bakalářský titul v oboru drama z univerzity ve Virginii v roce 2002.
Drew a její manžel, Peter Lanfer, vysokoškolský učitel na Kalifornské univerzitě v Los Angeles a externí vyučující na fakultě v Dartmouthu, žijí v Los Angeles. Drew je dobrou přítelkyní herečky Emily VanCamp, se kterou hrála v seriálu Everwood. 20. května 2011 porotcovala v jarní pěvecké soutěži univerzity UCLA.
Dne 18. ledna 2012 porodila Sarah Drew syna jménem Micah Emmanuel. Dne 3. prosince 2014 porodila dceru Hannah Mali Rose

## Kariéra
V roce 1997, když ještě studovala na střední škole, propůjčila svůj hlas animovanému televiznímu seriálu Daria, kdy namluvila postavu Stacy Rowe. Stejný charakter namluvila i v následujících pokračováních animovaného seriálu Daria, ve filmech Is It Fall Yet? a Is It College Yet?
V roce 2001 ztvárnila Drew postavu Julie v divadelní hře Romeo a Julie divadla McCarter Theatre v Princetonu. Její debut na Broadwayi v roce 2003 ve hře Vincent in Brixton, ji dovedl do Londýnského divadla West End. Poté získala roli v televizním seriálu Wonderfalls a hrála také ve filmu z roku 2003, Radio, jehož hlavní hvězdou byl herec Cuba Gooding, Jr. Ztvárnila roli ve filmu American Pastime, kde hrála postavu Katie Burrell, dceru vojenského seržanta převeleného do Japonska.
9. června 2010 se stala jednou z hlavních postav lékařského televizního seriálu Chirurgové. V roce 2014 získala roli ve filmu Máma na tahu. V roce 2018 byla obsazena do pilotního dílu stanice CBS Cagney & Lacey, seriál však nebyl stanicí vybrán. O rok později to zkoušela s projektem The Republic of Sarah v roli Sarah Cooper, ale projekt také nebyl vybrán do vysílacího programu.

## Filmografie
| Rok  | Název                  | Role           | Poznámky                 |
| ---- | ---------------------- | -------------- | ------------------------ |
| 2003 | Radio                  | Mary Helen     |                          |
| 2005 | The Baxter             | Serena         |                          |
| 2006 | Locked Upstairs        | Jo             | Krátkometrážní film      |
| 2007 | Americká kratochvíle   | Katie Burrell  |                          |
| 2007 | The Violin             | Judit          | Krátkometrážní film      |
| 2008 | Wyattovy párky         | Karen          |                          |
| 2010 | Tug                    | Ariel          |                          |
| 2014 | Máma na tahu           | Allyson        |                          |
| 2014 | Waking Marshall Walker | Charlotte      | Krátkometrážní film      |
| 2018 | Indivisible            | Heather Turner | také výkonná producentka |
| 2019 | A Cohort of Guests     | Julie          | Krátkometrážní film      |

| Rok       | Název                                     | Role              | Poznámky                                                     |
| --------- | ----------------------------------------- | ----------------- | ------------------------------------------------------------ |
| 1997–2001 | Daria                                     | Stacy Rowe (hlas) | 28 dílů                                                      |
| 2000      | Is It Fall Yet?                           | Stacy Rowe (hlas) | TV film                                                      |
| 2002      | Is It College Yet?                        | Stacy Rowe (hlas) | TV film                                                      |
| 2004      | Wonderfalls                               | Bianca Knowles    | díl: „Karma Chameleon“                                       |
| 2004–2006 | Everwood                                  | Hannah Rogers     | hlavní role, 38 dílů                                         |
| 2006      | Odložené případy                          | Jenny             | díl: „Případ pro dceru“                                      |
| 2007      | Reinventing the Wheelers                  | Becky Conner      | TV film                                                      |
| 2007      | Zákon a pořádek: Útvar pro zvláštní oběti | Becca Rice        | díl: „Zodpovědnost“                                          |
| 2008      | Medium                                    | Suzie Keener      | díly: „Zvrácená hra 1/2“ a „Zvrácená hra 2/2“                |
| 2008      | Smetánka                                  | Caryn             | díl: „Vše o nejistotách“                                     |
| 2008      | Front of the Class                        | Nancy Lazarus     | TV film                                                      |
| 2008–2009 | Šílenci z Manhattanu                      | Kitty Romano      | 4 díly                                                       |
| 2008–09   | Private Practice                          | Judy              | 2 díly                                                       |
| 2009      | Inside the Box                            | Molly             | TV film                                                      |
| 2009      | Castle na zabití                          | Chloe Richardson  | díl: „Mrtvá chůva“                                           |
| 2009      | Vražedná čísla                            | Piper St. John    | díl: „Anděl a ďáblové“                                       |
| 2009      | Ochrana svědků                            | Rachel Rosenzweig | díl: „Aguna Matatala“                                        |
| 2009      | Glee                                      | Suzy Pepper       | díl: „Balady“                                                |
| 2009–2018 | Chirurgové                                | Dr. April Kepner  | vedlejší role (6. řada), hlavní role (7.–14. řada), 202 dílů |
| 2010      | Lovci duchů                               | Nora              | díl: „Výměna těl“                                            |
| 2010      | Pohotovost Miami                          | Emily             | díl: „What Lies Beneath“                                     |
| 2010      | Seattle Grace: Message of Hope            | Dr. April Kepner  | internetový seriál                                           |
| 2018      | Christmas Pen Pals                        | Hannah Morris     | TV film (Lifetime)                                           |
| 2018      | Cagney and Lacey                          | detektiv Cagney   | nevysílaný pilotní díl                                       |
| 2019      | The Republic of Sarah                     | Sarah Cooper      | nevysílaný pilotní díl                                       |
| 2019      | Twinkle all the Way                       | Cadence Clark     | TV film (Lifetime)                                           |